# Пастка (фільм, 1928)
«Пастка» (англ. «The Noose») — американська драма режисера Джона Френсіса Діллона 1928 року.

## Сюжет
Екс-дружина шахрая виходить заміж за губернатора, і шахрай бачить можливість заробити трохи грошей, погрожуючи викрити минуле своєї колишньої дружини, якщо губернатор не буде платити йому. Син шахрая — також злочинець, який не хоче, щоб його маму викрили і вирішує зупинити свого батька, але все виходить не так, як він планував.

## У ролях
- Річард Бартелмесс — Нікі Елкінса
- Монтегю Лав — Бак Гордон
- Роберт Емметт О'Коннор — Джим Конлі
- Джей Ітон — Томмі
- Ліна Баскетт — Дот
- Тельма Тодд — Філліс
- Едвард Брейді — Сет МакМіллан
- Фред Воррен — Дейв — піаніст
- Еліс Джойс — місіс Бенкрофт
- Вілл Воллін — начальник
- Роберт Т. Хайнс — губернатор
- Ернест Гілліард — Крейг
- Еміль Шотар — священик
- Ромейн Філдінг — суддя